# Barak-chan
Barak-chan (ur. ? – zm. w sierpniu 1271) – chan Czagataidów, panujący od września 1266 aż do śmierci.

## Życiorys
Był synem Jesün-To'a i tym samym wnukiem Mutugena oraz prawnukiem Czagataja. Ojciec Baraka w walce o sukcesję w roku 1251 miał popierać ród Ugedeja (1229 – 1241) i gdy Wielkim Chanem ostatecznie został Möngke (1251 – 1259) wygnano go do Chin wraz ze swoim synem. Barak dorastał w obozie Kubiłaja (1260 – 1294) i służąc mu miał zdobyć jego przychylność. W 1266 Organa-katun doprowadziła do ogłoszenia chanem Czagataidów swojego syna, Mubarak Szaha (1266), najwidoczniej bez autoryzacji Kubiłaja, stąd według Raszida ad-Dina, kiedy ten dowiedział się o tym, wysłał do Azji Środkowej Baraka z jarłykiem ustanawiającym go współwładcą ułusu Czagataja. Barak początkowo ukrył jarłyk i poprosił Mubarak Szaha jedynie o zezwolenie na powrót do swoich rodzinnych posiadłości (jurty) w regionie Czaghanijan, nieopodal Termezu. Stopniowo zdobywał lojalność członków armii Mubarak Szaha, którzy pozostawali w ciągłym konflikcie z ludnością osiadłą znajdującą się pod opieką chana, by ostatecznie otwarcie wystąpić przeciwko niemu. We wrześniu 1266 Barak pokonał Mubarak Szaha w pobliżu Chodżentu i następnie wygnał go pod pretekstem jakiegoś przestępstwa z rangą inspektora polowań.
Narracja Raszida ad-Dina generalnie nie znajduje potwierdzenia w oficjalnej historii dynastii Yuan (która w ogóle nie wspomina o jarłyku Kubiłaja) i jest nie do pogodzenia z datami podanymi przez Karsziego, według którego Mubarak Szah panował od marca do września 1266 roku, ponieważ: "jest czymś nieprawdopodobnym by wieści o objęciu tronu przez Mubarak Szaha mogły dotrzeć do Kubiłaja, który miał na nie zareagować ustanawiając Baraka drugim władcą i że ten ostatni mógł następnie dotrzeć do Mubarak Szaha w rejonie Syr-Darii, zdobyć jego zaufanie a potem go wygnać, wszystko to na przestrzeni sześciu miesięcy. (Według Wassafa sama podróż z terytoriów Kubiłaja do terytoriów Kajdu zajmowała sześć miesięcy)". Wydaje się, że Barak przybył do Azji Środkowej wcześniej, być może w roku 1263, kiedy to według Historii Yuan jego żołnierze mieli otrzymać 129 brakujących im koni z rozkazu Kubiłaja. Trudno jednoznacznie ustalić czy Barak otrzymał jarłyk od Kubiłaja, w świetle jednak jego natychmiastowego buntu przeciwko temu ostatniemu wydaje się, że dekret Wielkiego Chana nie odegrał decydującej roli w zmianie władzy w ułusie.
Niezwłocznie po objęciu władzy Barak zwrócił się przeciwko swojemu mocodawcy, zmuszając do ucieczki namiestnika Wielkiego Chana w Chińskim Turkiestanie i plądrując Chotan. Mniej więcej w tym samym czasie Barak zaatakował także wnuka Ugedeja Kajdu (1271 – 1301). Ten przegrał pierwszą bitwę z Barakiem nad brzegami Syr-Darii, po czym zwrócił się o pomoc do nowego władcy Złotej Ordy Möngke Temüra (1267 – 1280). Z przysłanymi przez niego posiłkami Kajdu w drugiej bitwie pokonał Baraka w pobliżu Chodżentu nad brzegami Syr-Darii. Barak uciekł w rejon Samarkandy i Buchary, gdzie próbował odbudować swe siły, jednak Kajdu zaproponował mu pokój. Obaj Czyngisydzi zgodzili się odbyć kurułtaj, który odbył się na wiosnę roku 1269 w Tałasie (wg Raszida ad-Dina), albo ok. roku 1267 na równinie Katwańskiej, na południe od Samarkandy (wg Wassafa). Oprócz Kajdu i Baraka brał w nim udział także reprezentant Möngke Temüra, Berkeczer. Zgodnie z postanowieniami kurułtaju dwie trzecie Mawarannahru miało być oddane Barakowi, a jedna trzecia Kajdu i Möngke Temürowi. Tereny zamieszkałe przez ludność osiadłą zostały powierzone pieczy dotychczasowego namiestnika Wielkiego Chana Masud Bega. Mongolscy książęta zdecydowali także że od tej pory będą zamieszkiwali w górach i stepach, a nie miastach, nie będą wypasali swojej trzody na terenach rolniczych i nie będą żądać wygórowanych danin od swoich poddanych. 
Kajdu i Barak zostali braćmi krwi (anda), pomimo tych pozorów wzajemnego zaufania rzeczywistość była jednak inna. Kajdu nie dopuścił do tego by Möngke Temür zajął swoją część Mawarannahru. Podczas kurułtaju Barak zaproponował by zaatakować terytoria ilchana Abaki (1265 – 1282), na co przystali zarówno Kajdu, jak i Möngke Temür. Barak chciał zająć ilchanidzki Chorasan, który uważał za apanaż swoich przodków. Przygotowując się do ataku zajął okolice Buchary, konfiskując lokalną trzodę i wypasając swoje konie na polach. Masud Beg z trudnością powstrzymał go od splądrowania Samarkandy i Buchary, po czym na jego polecenie udał się do Iranu by szpiegować Abakę oraz podżegać do rebelii przeciwko ilchanowi Tegüdera, dowódcę czagatajskiego kontygentu w ilchanacie od czasów Hulagu (1256 – 1265). Bunt Tegüdera w rejonie Kaukazu został jednak wykryty i stłumiony przez armię Abaki w roku 1270.
Pomimo tak jawnego lekceważenia postanowień niedawnego kurułtaju przed zaatakowaniem Ilchanidów Barak zwrócił się do Kajdu o posiłki. Jednak niedługo po tym jak na początku 1270 roku siły Baraka przekroczyły Amu-Darię oddziały przysłane przez Kajdu opuściły go. Była to jedna z przyczyn klęski jaką Barak poniósł w walce z Abaką w bitwie pod Heratem 22 lipca 1270 roku. Ranny Barak uciekł do Buchary i musiał walczyć z rebelią dwóch podległych mu książąt, Büri i Negübeja (1271 – 1272), którzy chcieli udać się na wschód. Wysłał on do Kajdu list, w którym przypisywał klęskę przede wszystkim opuszczeniu go przez wojska potomka Ugedeja i prosił go o pomoc. Kajdu zatrzymał jego wysłannika, po czym jednak wysłał wiadomość, że przyśle oddziały z pomocą. W międzyczasie Barak sam uporał się z rebelią i na wieść o pochodzie Kajdu z całą armią próbował go przekonać, że jego pomoc jest mu już niepotrzebna. Według Raszida ad-Dina siły Kajdu otoczyły jednak jego obóz, by następnego dnia dowiedzieć się, iż Barak zmarł w nocy. Po tym wydarzeniu większość dowódców i armii Baraka zdecydowała się przejść na stronę Kajdu. Zgodnie z nieco odmienną wersją wydarzeń zawartą u Wassafa większość dowódców Baraka zdecydowała się przejść na stronę Kajdu kiedy ten jeszcze żył i Barak poczuł się zmuszony do szukania azylu u niego, a ten go otruł. Wassaf twierdzi także że przed śmiercią Barak miał przyjąć islam i przybrał imię Soltan Ghijas ad-Din. Pomimo to Kajdu pochował go na wysokiej górze, zgodnie ze zwyczajem mongolskim, a nie muzułmańskim. Według Karsziego Barak miał umrzeć w sierpniu 1271 roku.
Synowie Baraka po jego śmierci walczyli z Kajdu dopóki ten nie doszedł z nimi do porozumienia zgodnie z którym chanem Czagataidów został drugi syn Baraka, Duwa (1282 – 1307). Potomkowie Duwy rządzili w chanacie czagatajskim do roku 1334 i w latach 1347 do 1678.